# 栃木県立博物館
栃木県立博物館（とちぎけんりつはくぶつかん）は、栃木県立の総合博物館である。栃木県宇都宮市の栃木県中央公園内に立地している。

## 概要
栃木県の自然と文化に関する資料の収集保存、調査研究、展示により県民文化の向上や発展に寄与することおよび、郷土に対する知識と理解を深めることを目的に、1982年10月に開館した。

### 沿革
- 1976年6月 栃木県進長期総合計画を策定し県立博物館の建設を計画する
- 1978年3月 博物館展示基本設計及び展示基本シナリオを策定
- 1979年
  - 3月 栃木県を代表とする建築物のため建築設計は指名設計競技方式（コンペ）を実施
  - 10月 審査の結果、建築設計は株式会社日本設計事務所に決定
- 1980年1月 建物着工
- 1981年7月 展示工事に着手
- 1982年
  - 3月 建築工事完了
  - 4月 栃木県立博物館設置
  - 10月 栃木県立博物館開館

### 公式マスコット
博物館の公式マスコットキャラクターとして、ミミズク形土偶をモチーフした「みーたん」が存在している。
平時はエントランスに展示されているが、館内のイベント時には動いて参加することもある。

### 館内
- 1階エントランス

受付、売店（ミュージアムショップ）、企画展によっては撮影スポットが設置される。
- 1階から2階へスロープ展示

日光地方の動植物および昆虫を一部ジオラマを用いて常設展示。
- 展示室1

主に地質時代から現在までの栃木県の歴史紹介を常設展示。
- 展示室2

企画展示室・テーマ展示室・自然系常設展示室で構成される。
- レストラン

2階北側に位置し、館内から直接入店のほか、館外からも直接入店できる。企画展に合わせたメニューを用意することもある。
- 研修室、講堂

1階北側に設置し、研修室は定員50名、講堂は定員200名。
- 収蔵庫

1階と地階に設置。

## 施設利用
- 開館時間：9:30-17:00 （入館は16:30まで）
- 休館日
月曜日（祝日・休日を除く）
祝日・振替休日の翌日（日曜日・土曜日を除く）
年末年始、臨時休館日（毎年6月下旬-7月上旬）
- 入館料（括弧内は20名以上の団体割引） 
一般：260円（200円）
高校生・大学生：120円（100円）
中学生以下：無料

- 特別企画展開催時には、別途特別料金が必要になり、休館日も変更される。
- ショップ利用、エントランスホールの展示観賞のみの場合は入館料はかからない。

### M割制度
栃木県内のM割参加施設の6ヶ月以内の有料入館券（半券）を持参した場合、M割制度適用され、本館では個人入館でも団体割引料金が適用される。

## 友の会
本館を拠点にして「栃木県の自然と文化・歴史」の知識を深めるために友の会が設立されており、講演会、見学会、観察会、講座の開催の他、ミュージアムショップ（売店）の運営なども行っている。